# Дискография The Rasmus
Дискография финской рок-группы The Rasmus состоит из одиннадцати студийных альбомов, двух сборников и тридцати девяти синглов.

## Студийные альбомы
| Название                           | Информация                                                                              | Позиции чартов | Позиции чартов | Позиции чартов | Позиции чартов | Позиции чартов | Позиции чартов | Позиции чартов | Позиции чартов | Позиции чартов | Позиции чартов | Сертификации                                                                       |
| Название                           | Информация                                                                              | FIN            | AUT            | BEL            | FRA            | GER            | ITA            | NLD            | SWE            | SWI            | UK             | Сертификации                                                                       |
| ---------------------------------- | --------------------------------------------------------------------------------------- | -------------- | -------------- | -------------- | -------------- | -------------- | -------------- | -------------- | -------------- | -------------- | -------------- | ---------------------------------------------------------------------------------- |
| Peep                               | - Дата выхода: 23 сентября 1996 - Лейбл: Warner Music Group - Формат: CD                | 16             | —              | —              | —              | —              | —              | —              | —              | —              | —              | - IFPI FIN: Золотой                                                                |
| Playboys                           | - Дата выхода: 29 августа 1997 - Лейбл: Warner Music Group - Формат: CD                 | 5              | —              | —              | —              | —              | —              | —              | —              | —              | —              | - IFPI FIN: Золотой                                                                |
| Hell of a Tester                   | - Дата выхода: 2 ноября 1998 - Лейбл: Warner Music Group - Формат: CD                   | 16             | —              | —              | —              | —              | —              | —              | —              | —              | —              | - IFPI FIN: Золотой                                                                |
| Into                               | - Дата выхода: 29 октября 2001 - Лейбл: Playground Music - Формат: CD                   | 1              | —              | —              | —              | —              | —              | —              | —              | —              | —              | - IFPI FIN: 2× Платиновый                                                          |
| Dead Letters                       | - Дата выхода: 21 марта 2003 - Лейбл: Playground - Формат: CD, ЦД                       | 1              | 1              | 20             | 3              | 1              | 22             | 29             | 17             | 1              | 10             | - IFPI FIN: 2× Платиновый - BPI: Золотой - BVMI: Платиновый - IFPI SWI: Платиновый |
| Hide from the Sun                  | - Дата выхода: 12 сентября 2005 - Лейбл: Playground - Формат: CD, ЦД                    | 1              | 4              | 35             | 29             | 3              | 18             | 27             | 16             | 5              | 65             | - IFPI FIN: Платиновый                                                             |
| Black Roses                        | - Дата выхода: 26 сентября 2008 - Лейбл: Playground - Формат: CD, ЦД                    | 1              | 22             | —              | —              | 13             | 38             | 51             | 32             | 22             | —              | - IFPI FIN: Золотой                                                                |
| The Rasmus                         | - Дата выхода: 18 апреля 2012 - Лейбл: Universal Music Group - Формат: CD, ЦД           | 3              | 23             | —              | —              | 26             | —              | —              | —              | 46             | —              | - IFPI FIN: Золотой                                                                |
| Dark Matters                       | - Дата выхода: 6 октября 2017 - Лейбл: Playground - Формат: CD, ЦД                      | 7              | 47             | —              | —              | 61             | —              | —              | —              | 52             | —              |                                                                                    |
| Rise                               | - Дата выхода: 23 сентября 2022 - Лейбл: Playground - Формат: CD, ЦД                    | 4              | —              | —              | —              | 34             | —              | —              | —              | 37             | —              |                                                                                    |
| Weirdo                             | - Ожидается: 12 сентября 2025 - Лейбл: Better Noise Music / Playground - Формат: CD, ЦД | TBA            | TBA            | TBA            | TBA            | TBA            | TBA            | TBA            | TBA            | TBA            | TBA            | TBA                                                                                |
| «—» альбом не попал в данный чарт. |                                                                                         |                |                |                |                |                |                |                |                |                |                |                                                                                    |

## Сборники
| Название             | Информация                                                               | Высшая позиция | Сертификации           |
| Название             | Информация                                                               | FIN            | Сертификации           |
| -------------------- | ------------------------------------------------------------------------ | -------------- | ---------------------- |
| Hell of a Collection | - Дата выхода: 2001 - Лейбл: Warner Music Group - Формат: CD             | 2              | - IFPI FIN: Платиновый |
| Best of 2001–2009    | - Дата выхода: 2 ноября 2009 - Лейбл: Playground Music - Форматы: CD, ЦД | 8              |                        |

## Мини-альбомы
| Год  | Заголовок | Студия записи        |
| ---- | --------- | -------------------- |
| 1995 | 1st       | Warner Music Finland |
| 1996 | 2nd       | Warner Music Finland |
| 1996 | 3rd       | Warner Music Finland |

## Синглы
| Название                                                    | Год  | Высшая позиция | Высшая позиция | Высшая позиция | Высшая позиция | Высшая позиция | Высшая позиция | Высшая позиция | Высшая позиция | Высшая позиция | Высшая позиция | Сертификации                                                            | Альбом            |
| Название                                                    | Год  | FIN            | AUT            | BEL (FL)       | FRA            | GER            | ITA            | NLD            | SWE            | SWI            | UK             | Сертификации                                                            | Альбом            |
| ----------------------------------------------------------- | ---- | -------------- | -------------- | -------------- | -------------- | -------------- | -------------- | -------------- | -------------- | -------------- | -------------- | ----------------------------------------------------------------------- | ----------------- |
| «Blue»                                                      | 1997 | 3              | —              | —              | —              | —              | —              | —              | —              | —              | —              |                                                                         | Playboys          |
| «Kola»                                                      | 1997 | —              | —              | —              | —              | —              | —              | —              | —              | —              | —              |                                                                         | Playboys          |
| «Playboys»                                                  | 1997 | —              | —              | —              | —              | —              | —              | —              | —              | —              | —              |                                                                         | Playboys          |
| «Ice»                                                       | 1998 | 2              | —              | —              | —              | —              | —              | —              | —              | —              | —              |                                                                         | Playboys          |
| «Liquid»                                                    | 1998 | 2              | —              | —              | —              | —              | —              | —              | —              | —              | —              |                                                                         | Hell of a Tester  |
| «Swimming with the Kids»                                    | 1999 | 16             | —              | —              | —              | —              | —              | —              | —              | —              | —              |                                                                         | Hell of a Tester  |
| «F-F-F-Falling»                                             | 2001 | 1              | —              | —              | —              | —              | 5              | —              | —              | —              | —              | - IFPI FIN: Платиновый                                                  | Into              |
| «Chill»                                                     | 2001 | 2              | —              | —              | —              | —              | —              | —              | —              | —              | —              | - IFPI FIN: Золотой                                                     | Into              |
| «Madness»                                                   | 2001 | 2              | —              | —              | —              | —              | —              | —              | —              | —              | —              |                                                                         | Into              |
| «Heartbreaker/Days»                                         | 2002 | 1              | —              | —              | —              | —              | —              | —              | —              | —              | —              |                                                                         | Into              |
| «In the Shadows»                                            | 2003 | 1              | 2              | 6              | 6              | 1              | 2              | 6              | 2              | 2              | 3              | - IFPI FIN: Золотой - BVMI: Золотой - IFPI SWI: Золотой - RMNZ: Золотой | Dead Letters      |
| «In My Life»                                                | 2003 | 2              | —              | 55             | —              | —              | —              | 51             | —              | —              | —              |                                                                         | Dead Letters      |
| «First Day of My Life»                                      | 2003 | 4              | 9              | 31             | —              | 6              | 12             | 28             | 31             | 20             | 50             |                                                                         | Dead Letters      |
| «Funeral Song (The Resurrection)»                           | 2004 | 2              | 32             | —              | —              | 24             | 44             | —              | —              | 54             | —              |                                                                         | Dead Letters      |
| «Guilty»                                                    | 2004 | 2              | 32             | 67             | —              | 20             | 39             | 58             | —              | 43             | 15             |                                                                         | Dead Letters      |
| «No Fear»                                                   | 2005 | 1              | 16             | 56             | 41             | 13             | 19             | 17             | 23             | 44             | 43             |                                                                         | Hide from the Sun |
| «Sail Away»                                                 | 2005 | 2              | 53             | 68             | —              | 34             | 46             | 74             | 58             | 51             | 94             |                                                                         | Hide from the Sun |
| «Shot»                                                      | 2006 | 6              | 49             | —              | —              | 46             | —              | 91             | —              | —              | —              |                                                                         | Hide from the Sun |
| «Livin' in a World Without You»                             | 2008 | 1              | 26             | —              | —              | 14             | —              | —              | —              | 78             | —              |                                                                         | Black Roses       |
| «Justify»                                                   | 2009 | —              | 61             | —              | —              | 56             | —              | —              | —              | —              | —              |                                                                         | Black Roses       |
| «October & April» (совм. с Анетт Ользон)                    | 2009 | 3              | —              | —              | —              | 79             | —              | —              | —              | —              | —              |                                                                         | Best of 2001–2009 |
| «I’m a Mess»                                                | 2012 | —              | —              | —              | —              | —              | —              | —              | —              | —              | —              |                                                                         | The Rasmus        |
| «Stranger»                                                  | 2012 | —              | —              | —              | —              | —              | —              | —              | —              | —              | —              |                                                                         | The Rasmus        |
| «Mysteria»                                                  | 2012 | —              | —              | —              | —              | —              | —              | —              | —              | —              | —              |                                                                         | The Rasmus        |
| «Paradise»                                                  | 2017 | —              | —              | —              | —              | —              | —              | —              | —              | —              | —              |                                                                         | Dark Matters      |
| «Silver Night»                                              | 2017 | —              | —              | —              | —              | —              | —              | —              | —              | —              | —              |                                                                         | Dark Matters      |
| «Something in the Dark»                                     | 2017 | —              | —              | —              | —              | —              | —              | —              | —              | —              | —              |                                                                         | Dark Matters      |
| «Wonderman»                                                 | 2017 | —              | —              | —              | —              | —              | —              | —              | —              | —              | —              |                                                                         | Dark Matters      |
| «Nothing»                                                   | 2018 | —              | —              | —              | —              | —              | —              | —              | —              | —              | —              |                                                                         | Dark Matters      |
| «Holy Grail»                                                | 2018 | —              | —              | —              | —              | —              | —              | —              | —              | —              | —              |                                                                         | без альбома       |
| «Bones»                                                     | 2021 | —              | —              | —              | —              | —              | —              | —              | —              | —              | —              |                                                                         | без альбома       |
| «Venomous Moon» (feat. Apocalyptica)                        | 2021 | —              | —              | —              | —              | —              | —              | —              | —              | —              | —              |                                                                         | без альбома       |
| «Jezebel»                                                   | 2022 | 4              | —              | —              | —              | —              | —              | —              | —              | —              | —              |                                                                         | Rise              |
| «Rise»                                                      | 2022 | —              | —              | —              | —              | —              | —              | —              | —              | —              | —              |                                                                         | Rise              |
| «Live And Never Die»                                        | 2022 | —              | —              | —              | —              | —              | —              | —              | —              | —              | —              |                                                                         | Rise              |
| «Fireflies» (совм. с Charles Ans)                           | 2023 | —              | —              | —              | —              | —              | —              | —              | —              | —              | —              |                                                                         | без альбома       |
| «Rest In Pieces»                                            | 2024 | —              | —              | —              | —              | —              | —              | —              | —              | —              | —              |                                                                         | Weirdo            |
| «Creatures Of Chaos»                                        | 2025 | —              | —              | —              | —              | —              | —              | —              | —              | —              | —              |                                                                         | Weirdo            |
| «Break These Chains» (feat. Niko Moilanen of Blind Channel) | 2025 | —              | —              | —              | —              | —              | —              | —              | —              | —              | —              |                                                                         | Weirdo            |
| «Love Is A Bitch»                                           | 2025 | —              | —              | —              | —              | —              | —              | —              | —              | —              | —              |                                                                         | Weirdo            |
| «—» сингл не попал в данный чарт                            |      |                |                |                |                |                |                |                |                |                |                |                                                                         |                   |

## Видеоальбомы
| Название             | Информация                                                            |
| -------------------- | --------------------------------------------------------------------- |
| Live Letters         | - Дата выхода: 6 декабря 2004 - Лейбл: Playground Music - Формат: DVD |
| Live 2012/Mysteria   | - Дата выхода: декабрь 2012 - Лейбл: Shadowland Ltd. - Формат: DVD    |
| Live 2012/Volume II. | - Дата выхода: декабрь 2013 - Лейбл: Shadowland Ltd. - Формат: DVD    |

## Видеоклипы
| Год  | Название                                 | Режиссёр                           | Альбом            |
| ---- | ---------------------------------------- | ---------------------------------- | ----------------- |
| 1996 | Funky Jam                                | The Rasmus & Тея Котлайнен         | Peep              |
| 1997 | Playboys                                 | The Rasmus & Иллка Херкман         | Playboys          |
| 1998 | Liquid                                   | The Rasmus & The Nose              | Hell of a Tester  |
| 2001 | F-F-F-Falling                            | Миикка Ломми                       | Into              |
| 2001 | Chill                                    | The Rasmus                         | Into              |
| 2003 | In the Shadows                           | Финн Андерссон                     | Dead Letters      |
| 2003 | In My Life                               | Никлас Фронда & Фредрик Лофберг    | Dead Letters      |
| 2003 | First Day of My Life                     | Свен Болингер                      | Dead Letters      |
| 2004 | Funeral Song                             | Никлас Фронда & Фредрик Лофберг    | Dead Letters      |
| 2004 | Guilty                                   | Натан Кокс                         | Dead Letters      |
| 2005 | No Fear                                  | Йорн Хейтманн                      | Hide from the Sun |
| 2005 | Sail Away                                | Матиас Велсаккер & Кристоф Манглер | Hide from the Sun |
| 2006 | Shot                                     | Сандра Марчнер                     | Hide from the Sun |
| 2006 | Immortal                                 | The Rasmus                         | Hide from the Sun |
| 2008 | Livin' In A World Without You            | Никлас Фронда                      | Black Roses       |
| 2008 | Justify                                  | Ове Лингвалл                       | Black Roses       |
| 2009 | October & April (with Anette Olzon)      | Ове Лингвалл                       | Best of 2001–2009 |
| 2009 | Your Forgiveness                         | Ээро Хейнонен                      | Black Roses       |
| 2012 | I’m A Mess                               | Джопсу Раму — Тимо Раму            | The Rasmus        |
| 2012 | Somewhere                                | The Rasmus                         | The Rasmus        |
| 2012 | Stranger                                 | Аку Лоухимиес                      | The Rasmus        |
| 2012 | Mysteria                                 | Миикка Ломми                       | The Rasmus        |
| 2017 | Paradise                                 | Густав Олссон                      | Dark Matters      |
| 2017 | Wonderman                                | Джесси Хааджа                      | Dark Matters      |
| 2018 | Nothing                                  | Ээро Хейнонен                      | Dark Matters      |
| 2021 | Venomous Moon (feat. Apocalyptica)       | Вертти Виркаярви                   | без альбома       |
| 2022 | Jezebel                                  | Джесси Хааджа                      | Rise              |
| 2022 | Rise                                     | Хейкки Слоен                       | Rise              |
| 2022 | Live And Never Die                       | Георгий Мишура и Алексей Куликов   | Rise              |
| 2023 | Fireflies (with Charles Ans)             | Джесус Менесес                     | без альбома       |
| 2025 | Creatures Of Chaos                       | Алексей Куликов                    | Weirdo            |
| 2025 | Break These Chains (feat. Niko Moilanen) | Алексей Куликов                    | Weirdo            |